# Девлетгільдіно
Девлетгі́льдіно (рос. Девлетгильдино, чув. Уй Пилемĕч) — присілок у складі Маріїнсько-Посадського району Чувашії, Росія. Входить до складу Карабаського сільського поселення.
Населення — 55 осіб (2010; 64 у 2002).
Національний склад:
- чуваші — 98 %

Стара назва — Дівлетгільдіно.